# Arachis diogoi
Arachis diogoi là một loài cây thân thảo sống lâu năm được tìm thấy ở châu Phi, Ấn Độ Dương và Nam Mỹ. Loài thực vật này được sử dụng làm nguồn gene để nghiên cứu sinh thực vật của các loài cây chi lạc (Arachis hypogaea). 

## Tên đồng nghĩa
- Arachis chacoense Krapov. & W.Gregory,
- Arachis villosa Benth.
- phụ loài diogoi (Hoehne) A.Chev.)